# A.S. Ippogrifo Sarno A.S.D.
Associazione Sportiva Ippogrifo Sarno Associazione Sportiva Dilettante  là một câu lạc bộ bóng đá Ý đến từ Sarno, Campania.
Màu sắc của câu lạc bộ là maroon.

## Tên
Câu lạc bộ lấy tên từ Hippogriff huyền thoại (tiếng Ý: Ippogrifo).